# 羅馬鞋
羅馬鞋 （拉丁語:Caligae, 單數:caliga)，又稱羅馬涼鞋或角鬥士鞋，是一種將鞋底用帶子以固定間距圍繞至腿部的涼鞋。由於描述古羅馬時代的電影中，常見男、女演員穿著這樣的鞋款，華人地區因而稱之為「羅馬鞋」。

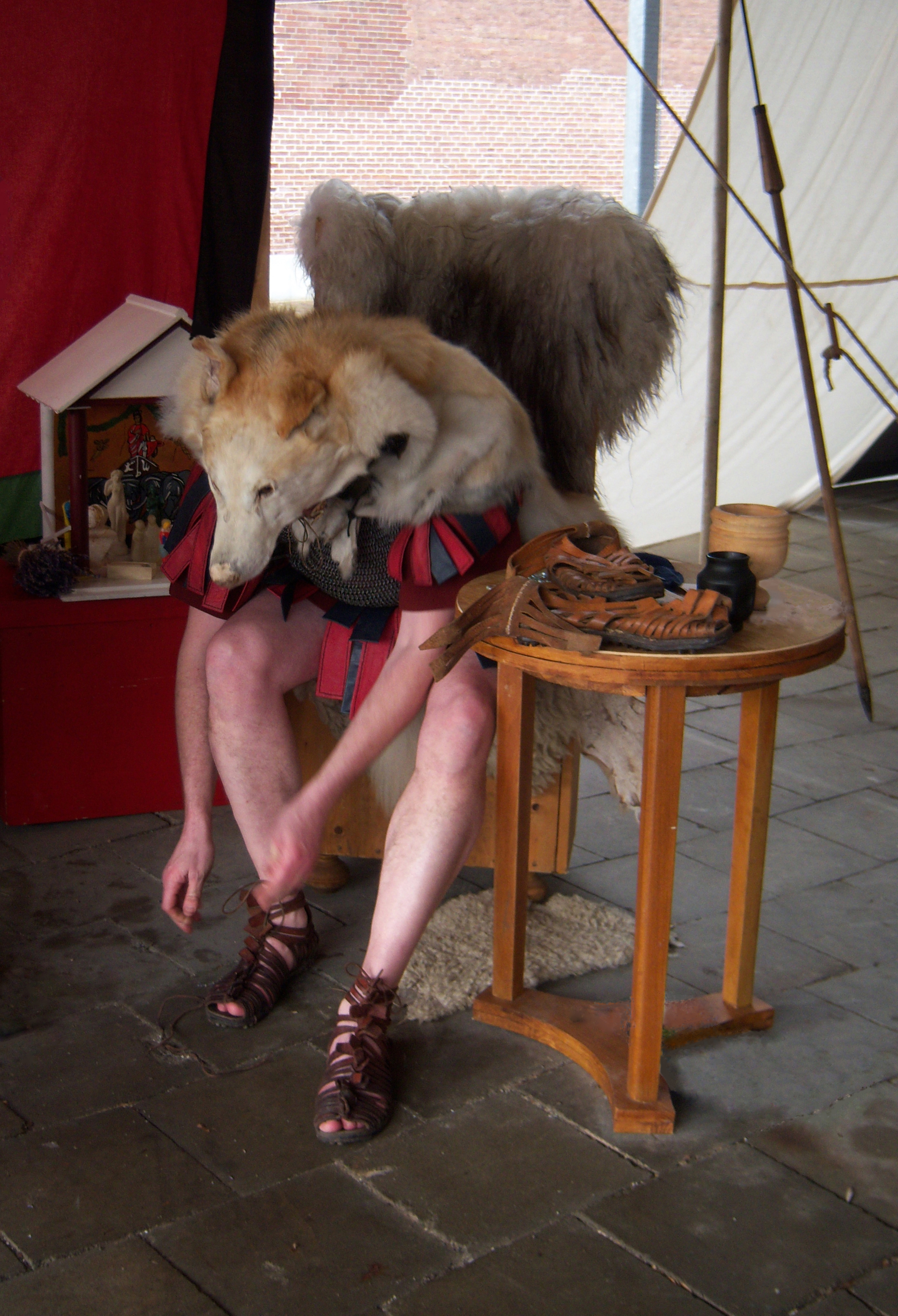
一名羅馬古装演員正在穿著角鬥士鞋

1990年代以前的羅馬鞋帶子較細，而且鞋頂較高，穿起來有如鏤空的長筒馬靴。近年來此一用詞較為寬鬆，常見鞋頂僅及腳踝上方數公分處的涼鞋亦稱為羅馬鞋。
羅馬鞋近年來十分流行，不論是大街小巷的商店，或是歐洲名牌們，紛紛推出了類似的款項，而引起的大家的注目。